# Idalina
Toque de Idalina é um ritmo de berimbau usado na capoeira, utilizado para jogo de navalhas.
Esse toque dita também um jogo competitivo, pois é um toque muito semelhante com o São Bento Grande da Capoeira Regional.
Atualmente esse toque é pouco usado nas rodas de capoeira, como também jogar ao som do toque Idalina.